# Semaria
Semaria (o Simaria, Semariya) è una suddivisione dell'India, classificata come nagar panchayat, di 12.325 abitanti, situata nel distretto di Rewa, nello stato federato del Madhya Pradesh. In base al numero di abitanti la città rientra nella classe IV (da 10.000 a 19.999 persone).

## Geografia fisica
La città è situata a 24° 48' 0 N e 81° 9' 0 E e ha un'altitudine di 282 m s.l.m..

## Società

### Evoluzione demografica
Al censimento del 2001 la popolazione di Semaria assommava a 12.325 persone, delle quali 6.599 maschi e 5.726 femmine. I bambini di età inferiore o uguale ai sei anni assommavano a 2.091, dei quali 1.116 maschi e 975 femmine. Infine, coloro che erano in grado di saper almeno leggere e scrivere erano 7.344, dei quali 4.558 maschi e 2.786 femmine.